# Shaylon
Shaylon Kallyson Cardoso (Modelo, 27 aprile 1997) è un calciatore brasiliano, centrocampista dell'Atl. Goianiense.

## Caratteristiche tecniche
È un trequartista.

## Carriera

### Club
Cresciuto nelle giovanili del San Paolo, ha esordito in prima squadra il 10 febbraio 2017 in un match di Coppa del Brasile vinto 1-0 contro il Moto Club.

## Statistiche

### Presenze e reti nei club
Statistiche aggiornate all’8 novembre 2017.
| Stagione        | Squadra         | Campionato      | Campionato | Campionato | Coppe nazionali | Coppe nazionali | Coppe nazionali | Coppe continentali | Coppe continentali | Coppe continentali | Altre coppe | Altre coppe | Altre coppe | Totale | Totale | Totale |
| Stagione        | Squadra         | Comp            | Pres       | Reti       | Comp            | Pres            | Reti            | Comp               | Pres               | Reti               | Comp        | Pres        | Reti        | Pres   | Reti   |        |
| --------------- | --------------- | --------------- | ---------- | ---------- | --------------- | --------------- | --------------- | ------------------ | ------------------ | ------------------ | ----------- | ----------- | ----------- | ------ | ------ | ------ |
| 2017            | San Paolo       | A+PAU           | 7+4        | 2+0        | CB              | 1               | 0               | CS                 | 1                  | 0                  |             | -           | -           | 13     | 2      |        |
| Totale carriera | Totale carriera | Totale carriera | 11         | 2          |                 | 1               | 0               |                    | 1                  | 0                  |             | -           | -           | 13     | 2      |        |

## Palmarès

### Club

#### Competizioni statali
- Campionato paulista: 1

San Paolo: 2021